# Septembre 1903

## Événements
- Russie : Trotski prend position contre Lénine et adhère à la fraction menchevik.
- Suède : début de la production en série d’automobiles. C’est le fabricant automobile suédois Scania qui introduit cette nouvelle approche industrielle.

- 1er septembre : ouverture de la maison de couture Paul Poiret à Paris.

- 2 septembre : victoire française sur les Marocains à la bataille d'El-Moungar dans le Sud-oranais.

- 9 septembre (Royaume-Uni) : démission de Joseph Chamberlain, secrétaire d’État aux Colonies. Il inaugure une campagne protectionniste.

## Naissances
- 14 septembre :
  - Bjarne Forchhammer, acteur danois († 3 avril 1970).
  - Lucien Raimbourg, comédien français († 20 février 1973).
- 17 septembre : George Koltanowski, joueur d'échecs et journaliste échiquéen belge († 5 février 2000).
- 20 septembre : Marcial Lalanda, matador espagnol († 25 septembre 1990).
- 23 septembre : Gitanillo de Triana (Francisco Vega de los Reyes), matador espagnol († 14 août 1931).

## Décès
- 1er septembre : Bernard Lazare, écrivain, journaliste.
- 3 septembre : Marie Louis Joseph Vauchez, militaire français tué au combat d'El-Moungar (° 25 novembre 1865).
- 13 septembre : Antonio Reverte, matador espagnol (° 28 avril 1870).